# Якубу, Абубакари
Абубакари Якубу (англ. Abubakari Yakubu; 13 декабря 1981, Тема — 31 октября 2017, там же) — ганский футболист, игравший на позиции полузащитника.

## Клубная карьера
Абубакари Якубу начал свою футбольную карьеру в ганском клубе «Гхапоха Райдерс» из города Тема. В декабре 1999 года Якубу подписал контракт с амстердамским «Аяксом». В команде дебютировал 19 апреля 2000 года в матче чемпионата Нидерландов против клуба «Ден Боса», но в первом сезоне провёл всего 5 матчей.
В 2002 году Якубу стал чемпионом Нидерландов, а также обладателем Кубка Нидерландов. В общей сложности Якубу провёл 89 официальных матчей за «Аякс»: из них 65 в чемпионате Нидерландов, 20 матчей в еврокубках (в том числе 13 матчей Лиги чемпионов), а также 4 в Кубке Нидерландов. Свой последний матч за «Аякс» Абубакари провёл 16 мая 2004 года в матче против «Виллема II», в том же году Якубу выиграл свой последний чемпионат в составе «Аякса».
В июле 2004 года Якубу был отдан на сезон в аренду «Витесс» из города Арнем. В новой команде он быстро стал игроком основного состава, сыграв 31 матч в чемпионате. После окончания аренды подписал четырёхлетний контракт с «Витессом». В сезоне 2006/2007 Якубу провёл лишь 4 матчей, так как целый сезон лечился от травмы. В сезоне 2007/2008 Якубу вернулся в основной состав и провёл 17 матчей в чемпионате. Контракт с «Витессом» у Якубу истёк в 2009 году.

## Карьера в сборной
Якубу участвовал в составе молодёжной сборной Ганы (до  17 лет) в молодёжном чемпионате мира 1997 года в Египте. Его сборная дошла до финала чемпионата, в котором проиграла молодёжной сборной Бразилии со счётом 2:1. В главной сборной Ганы Абубакари дебютировал в 2002 году. В 2006 году Якубу принимал участие в кубке африканских наций 2006, но его сборная не смогла выйти из группы.

## Статистика выступлений
| Клуб             | Сезон            | Чемпионат Нидерландов | Чемпионат Нидерландов | Кубок Нидерландов | Кубок Нидерландов | Европейские кубки | Европейские кубки | Итого | Итого |
| Клуб             | Сезон            | Игры                  | Голы                  | Игры              | Голы              | Игры              | Голы              | Игры  | Голы  |
| ---------------- | ---------------- | --------------------- | --------------------- | ----------------- | ----------------- | ----------------- | ----------------- | ----- | ----- |
| Аякс             | 1999/00          | 5                     | 0                     | 0                 | 0                 | 0                 | 0                 | 5     | 0     |
| Аякс             | 2000/01          | 13                    | 0                     | 0                 | 0                 | 2                 | 0                 | 15    | 0     |
| Аякс             | 2001/02          | 21                    | 0                     | 1                 | 0                 | 5                 | 0                 | 27    | 0     |
| Аякс             | 2002/03          | 15                    | 0                     | 2                 | 0                 | 8                 | 0                 | 25    | 0     |
| Аякс             | 2003/04          | 11                    | 0                     | 1                 | 0                 | 5                 | 0                 | 17    | 0     |
| Аякс             | Итого            | 65                    | 0                     | 4                 | 0                 | 20                | 0                 | 89    | 0     |
| Витесс           | 2004/05          | 31                    | 0                     | 2                 | 0                 |                   |                   | 33    | 0     |
| Витесс           | 2005/06          | 22                    | 0                     | 2                 | 0                 |                   |                   | 24    | 0     |
| Витесс           | 2006/07          | 4                     | 0                     | 0                 | 0                 |                   |                   | 4     | 0     |
| Витесс           | 2007/08          | 17                    | 0                     | 1                 | 0                 |                   |                   | 18    | 0     |
| Витесс           | 2008/09          | 6                     | 0                     | 1                 | 0                 |                   |                   | 7     | 0     |
| Витесс           | Итого            | 80                    | 0                     | 6                 | 0                 |                   |                   | 86    | 0     |
| Всего за карьеру | Всего за карьеру | 145                   | 0                     | 10                | 0                 | 20                | 0                 | 175   | 0     |

## Достижения
«Аякс»
- Чемпион Нидерландов: 2001/02, 2003/04
- Обладатель Кубка Нидерландов: 2001/02